# Rhipidoxylomyia
Rhipidoxylomyia is een muggengeslacht uit de familie van de galmuggen (Cecidomyiidae).

## Soorten
- R. brevicornis Mamaev, 1964
- R. minor Mamaev, 1964
- R. rubella Mamaev, 1964